# 20053 Cavefish
20053 Cavefish è un asteroide della fascia principale. Scoperto nel 1993, presenta un'orbita caratterizzata da un semiasse maggiore pari a 2,644337 UA e da un'eccentricità di 0,117532, inclinata di 14,241550° rispetto all'eclittica. Ha un diametro di 3,415 km.